# Количката
„Количката“ (на испански: El Cochecito) е испанска черна комедия от 1960 година. При реализацията си филмът е огромен провал, но в наши дни се е превърнал в култова класика. Испанската цензура принуждава създателите му да променят и отрежат оригиналния край на филма.

## Сюжет
Седемдесетгодишният дон Анселмо Прохаран (Хосе Исберт), пенсиониран министър от правителството, е принуден да споделя жизненото си пространство със сина си Карлос (Педро Порсел), пестелив буржоазен адвокат и семейството му. Социалният живот на Дон Анселмо, който е вдовец, се е понижил до обитаване на една стая в къщата и посещения в болницата за прегледи, ходене по погребения и до гробището, в което е погребана съпругата му. Когато неговият парализиран приятел, дон Лукас (Лепе) си взима моторизирана инвалидна количка, дон Анселмо го придружава до гроба на съпругата му, за да положат цветя. Скоро дон Анселмо е обсебен от идеята да притежава собствена количка и се присъединява към културата на останалите собственици на инвалидни колички. Въпреки че стиснатият му син отказва да му купи количка, дон Анселмо измисля всевъзможни начини, за да се сдобие с такава.

## В ролите
| Изпълнител             | Роля                 |
| ---------------------- | -------------------- |
| Хосе Исберт            | дон Анселмо Прохаран |
| Педро Порсел           | Карлос Прохаран      |
| Хосе Луис Лопес Васкес | Алварито             |
| Мария Луиза Понте      | Матилда              |
| Антонио Гавилан        | дон Иларио           |
| Лепе                   | дон Лукас            |
| Чус Лампреаве          | Йоланда              |
| Анхел Алварес          | Алварес              |
| Кармен Сантонха        | Хулита               |
| Антонио Рикелме        | доктора              |

## Награди
- Награда Сант Жорди за най-добър филм от 1961 година.
- Награда Сант Жорди за най-добър испански актьор на Хосе Исберт от 1961 година.
- Награда ФИПРЕСИ на Марко Ферери от Международния филмов фестивал във Венеция, Италия през 1960 година. [3]